# Les Moments importants
 (mars 2018).
Si vous disposez d'ouvrages ou d'articles de référence ou si vous connaissez des sites web de qualité traitant du thème abordé ici, merci de compléter l'article en donnant les références utiles à sa vérifiabilité et en les liant à la section « Notes et références ».
Albums de Véronique Sanson
Avec vous Longue Distance
Les Moments importants est une compilation (2 CD) de la chanteuse Véronique Sanson sortie en 2001 et comprenant trois titres inédits. Cet album a été certifié disque d'or en 2001 pour plus de 100 000 exemplaires vendus en France.

## Titres
| 1.  | Amoureuse                                   | Amoureuse, 1972                   | 3:40 |
| 2.  | Besoin de personne                          | Amoureuse, 1972                   | 2:46 |
| 3.  | Bahia                                       | Amoureuse, 1972                   | 2:09 |
| 4.  | Pour qui ?                                  | Amoureuse, 1972                   | 2:33 |
| 5.  | L'irréparable                               | Amoureuse, 1972                   | 2:07 |
| 6.  | Dis-lui de revenir                          | Amoureuse, 1972                   | 1:00 |
| 7.  | Comme je l'imagine                          | De l'autre côté de mon rêve, 1972 | 2:57 |
| 8.  | Chanson sur ma drôle de vie                 | De l'autre côté de mon rêve, 1972 | 2:39 |
| 9.  | Une nuit sur son épaule                     | De l'autre côté de mon rêve, 1972 | 3:07 |
| 10. | Le maudit (mais ta douleur efface ta faute) | Le Maudit, 1974                   | 4:17 |
| 11. | On m'attend là-bas                          | Le Maudit, 1974                   | 4:08 |
| 12. | Alia Soûza                                  | Le Maudit, 1974                   | 2:51 |
| 13. | Bouddha                                     | Le Maudit, 1974                   | 5:00 |
| 14. | Vancouver                                   | Vancouver, 1976                   | 4:05 |
| 15. | Etrange comédie                             | Vancouver, 1976                   | 3:59 |
| 16. | Bernard's song (il n'est de nulle part)     | Hollywood, 1977                   | 6:23 |
| 17. | Y a pas de doute il faut que je m'en aille  | Hollywood, 1977                   | 4:00 |
| 18. | Féminin                                     | Hollywood, 1977                   | 3:01 |
| 19. | Ma révérence                                | 7ème, 1979                        | 3:12 |
| 20. | Toute une vie sans te voir                  | 7ème, 1979                        | 4:13 |
| 21. | Je suis la seule                            | 7ème, 1979                        | 3:37 |
| 22. | Celui qui n'essaie pas                      | 7ème, 1979                        | 3:47 |

| 1.  | Mi-maître mi-esclave                                                | 7ème, 1979                  | 5:12 |
| 2.  | Doux dehors fou dedans                                              | Laisse-la vivre, 1981       | 5:08 |
| 3.  | Laisse-la vivre                                                     | Laisse-la vivre, 1981       | 5:01 |
| 4.  | C'est long c'est court                                              | Véronique Sanson, 1985      | 3:59 |
| 5.  | Le temps est assassin                                               | Véronique Sanson, 1985      | 5:13 |
| 6.  | Il a tout ce que j'aime                                             | Véronique Sanson, 1985      | 4:56 |
| 7.  | Allah                                                               | Moi le venin, 1988          | 5:09 |
| 8.  | Marie                                                               | Moi le venin, 1988          | 4:10 |
| 9.  | Rien que de l'eau                                                   | Sans regrets, 1992          | 4:29 |
| 10. | Mon voisin                                                          | Sans regrets, 1992          | 3:21 |
| 11. | Panne de cœur                                                       | Sans regrets, 1992          | 2:45 |
| 12. | Sans regrets                                                        | Sans regrets, 1992          | 5:16 |
| 13. | Seras-tu là (live))                                                 | Zénith 93, 1993             | 3:35 |
| 14. | Quelques mots d'amour (live)                                        | Comme ils l'imaginent, 1995 | 3:49 |
| 15. | Je me suis tellement manquée                                        | Indestructible, 1998        | 3:46 |
| 16. | Maria de Tusha (nouvelle version inédite d'une chanson de 1967)     |                             | 3:49 |
| 17. | Clapotis de soleil (nouvelle version inédite d'une chanson de 1969) |                             | 3:27 |
| 18. | Ça vous dérange (inédit)                                            |                             | 4:03 |

## Crédits
Paroles et musique : Véronique Sanson 

Sauf : Rien que de l'eau (Véronique Sanson - Bernard Swell / Bernard Swell), Mon voisin (Violaine Sanson / Véronique Sanson), Seras-tu là (Michel Berger), Quelques mots d'amour (Michel Berger) 

Réalisé par Bernard Saint-Paul